# Casarão da Família Pittol
O Casarão da Família Pittol está localizado na área rural do município de Santa Leopoldina, no Espírito Santo. É um sobrado inacabado, cuja construção iniciou em 1897.
A construção do casarão começou em 1897 e foi um empreendimento do Senhor Eugênio Pittol. A localização foi escolhida por possuir uma nascente de água nas proximidades e por se tratar de terreno próximo à sede do município de Santa Leopoldina: duas horas a pé. A moradia serviria para a família do Senhor Eugênio Pittol e de sua esposa, a Senhora Tereza Demoner Pittol, ambos naturais da Itália. 
O casarão é um testemunho de diferentes técnicas construtivas. À época do início da construção, não havia certos materiais disponíveis no mercado brasileiro, então as telhas francesas, por exemplo, foram encomendadas da Europa. Além disso, o cimento que é tão utilizado atualmente ainda não existia. À época, usava-se óleo de baleia para formar a mistura de materiais que servia para assentar os tijolos.
A construção se estende por tantos anos que em partes mais novas da edificação já foi utilizado o cimento.